# Akio Johnson Mutek
Akio Johnson Mutek (Lodwara Tala, 2 de janeiro de 1958 — Nairobi, 17 de março de 2013) foi um bispo sudanês da Igreja Católica Apostólica Romana.
Nascido no Sudão, passou sua infância em Uganda com sua família, visto que na época seu país natal passava por uma guerra civil.
Em 1982 entra no seminário de Juba para estudar filosofia. Em 1984 e já licenciado em filosofia, ingressa no seminário de Cartum. Após quatro anos de recolhimento, sai do seminário com mais uma licenciatura, agora em teologia e também padre. Sua ordenação sacerdotal aconteceu a 18 de dezembro de 1988.
Nos primeiros tempos como sacerdote esteve muito ativo em várias paróquias de algumas dioceses, como por exemplo: Cartum e Bahati da Diocese de Nakuru, no Quénia ou até mesmo em Torit, no sul do Sudão.
Já em 1990 as tropas aliadas do governo do Sudão apoderaram-se da cidade de Torit. Akio Johnson Mutek temendo pela própria vida abandonou novamente o seu país, refugiando-se em Kampala, capital do Uganda.
No final do ano seguinte foi viver nos Estados Unidos. Durante os quase cinco anos em que lá esteve, completou os estudos, licenciando-se em Comunicação Social na Faculdade de Teologia de Maryknoll, em Nova Iorque.
Em 1996 regressa ao Sudão, mais precisamente a Torit, tornando-se vigário geral daquela diocese.
A 18 de maio de 1999 foi nomeado Bispo Auxiliar da Diocese de Torit, com o título de Bispo Titular de Suava pelo Papa João Paulo II. No dia 15 de agosto de 1999 aconteceu a sua ordenação episcopal, celebrada por D. Marco Dino Brogi.
Entretanto, a 9 de junho de 2007 foi nomeado Bispo da Diocese de Torit pelo Papa Bento XVI. É de relembrar que a Diocese de Torit esteve desde de 2004 em Sede Vacante, após a resignação de D. Paride Taban.
Nos últimos meses foi-lhe diagnosticado uma insuficiência renal grave, e por isso, foi sujeito a dois transplantes de rins na India. Nas últimas semanas foi internado num Hospital de Juba, no Sudão do Sul devido a complicações renais. A 16 de março foi transferido de urgência para o Hospital Aga Khan, em Nairobi, no Quénia devido ao agravamento do seu estado de saúde. E acabou por morrer a 17 de março de 2013, aos 55 anos, vítima de graves complicações renais. 